# Pedro de Alcântara, Prinț de Grão Para
Pedro de Alcântara de Orléans și Braganza, Prinț de Grão Para (15 octombrie 1875 – 29 ianuarie 1940) a fost primul copil al Prințesei Imperiale a Braziliei Isabel și al soțului ei, Prințul Gaston, Conte de Eu, și moștenitor după mama sa a tronului Braziliei.

## Biografie
După ce bunicul său a fost detronat în 1889, Pedro a plecat în exil în Europa împreună cu mama sa; a crescut în Franța, la apartamentul familiei și la castelul tatălui, château d'Eu din Normandia.
În 1908 Dom Pedro a vrut să se căsătorească cu contesa Elisabeta Dobržensky de Dobrženicz (1875–1951) care, deși era o nobilă din Boemia, nu aparținea niciunei dinastii regale. Deși constituția imperiului brazilian nu cerea ca monarhul să facă o căsătorie egală, mama sa a decis că mariajul nu va fi valabil dinastic pentru succesiunea braziliană. Ca urmare, Pedro a renunțat la drepturile sale asupra succesiunii tronului Braziliei la 30 octombrie 1908 în favoarea fratelui său mai mic, Luís.
După decesul Prințesei Imperiale în 1921, fiul fratelui său, Prințul Pedro Henrique de Orléans-Braganza, și-a asumat poziția de pretendent la tronul Braziliei. În anii 1930 prințul Pedro și familia sa s-au întors definitiv în Brazilia; au locuit la palatul Grão-Pará din Petrópolis.
După decesul lui Dom Pedro de Alcântara în 1940, fiul său cel mare, Prințul Pedro Gastão de Orléans-Braganza, a înaintat o cerere ca fiind adevăratul succesor (sprijinit de cumnații săi: pretendentul orléanist la tronul Franței, Prințul Henri, Conte de Paris, și pretendentul la tronul Portugaliei, Duarte Nuno, Duce de Braganza).